# دانه‌خوار دمگاه‌قهوه‌ای
دانه‌خوار دمگاه‌قهوه‌ای (نام علمی: Serinus tristriatus) نام یک گونه از سرده سهره دمگاه‌زرد است.